# Selección de fútbol sub-20 de Canadá
La Selección de fútbol sub-20 de Canadá (en inglés: Canada men's national under-20 soccer team; en francés: Équipe du Canada des moins de 20 ans de soccer), es el equipo representativo del país en la Copa Mundial de Fútbol Sub-20 y en el Campeonato Sub-20 de la Concacaf, y es controlada por la Asociación Canadiense de Fútbol.

## Estadísticas

### Campeonato Sub-20 de la Concacaf
| Edición                            | Resultado         | PJ                | PG                | PE                | PP                | GF                | GC                |
| ---------------------------------- | ----------------- | ----------------- | ----------------- | ----------------- | ----------------- | ----------------- | ----------------- |
| Panamá 1962                        | Sin participación | Sin participación | Sin participación | Sin participación | Sin participación | Sin participación | Sin participación |
| Guatemala 1964                     | Sin participación | Sin participación | Sin participación | Sin participación | Sin participación | Sin participación | Sin participación |
| Cuba 1970                          | Sin participación | Sin participación | Sin participación | Sin participación | Sin participación | Sin participación | Sin participación |
| México 1973                        | Cuarto lugar      | 4                 | 0                 | 1                 | 3                 | 2                 | 6                 |
| Canadá 1974                        | Segunda fase      | 4                 | 3                 | 1                 | 0                 | 13                | 4                 |
| Puerto Rico 1976                   | Segunda fase      | 6                 | 2                 | 1                 | 3                 | 14                | 13                |
| Honduras 1978                      | Subcampeón        | 7                 | 3                 | 1                 | 3                 | 16                | 4                 |
| Estados Unidos 1980                | Semifinales       | 5                 | 2                 | 3                 | 0                 | 6                 | 2                 |
| Guatemala 1982                     | Segunda ronda     | 5                 | 2                 | 1                 | 2                 | 10                | 8                 |
| Trinidad y Tobago 1984             | Subcampeón        | 8                 | 4                 | 3                 | 1                 | 13                | 4                 |
| Trinidad y Tobago 1986             | Campeón           | 7                 | 6                 | 1                 | 0                 | 23                | 2                 |
| Guatemala 1988                     | Primera fase      | 4                 | 1                 | 1                 | 2                 | 4                 | 4                 |
| Guatemala 1990                     | Primera fase      | 2                 | 1                 | 1                 | 0                 | 1                 | 0                 |
| Canadá 1992                        | Tercer lugar      | 5                 | 3                 | 1                 | 1                 | 12                | 6                 |
| Honduras 1994                      | Tercer lugar      | 6                 | 3                 | 0                 | 3                 | 18                | 10                |
| México 1996                        | Campeón           | 5                 | 4                 | 1                 | 0                 | 10                | 2                 |
| Trinidad y Tobago & Guatemala 1998 | No clasificó      | 3                 | 1                 | 0                 | 2                 | 4                 | 7                 |
| Canadá & Trinidad y Tobago 2001    | Clasificado       | 3                 | 2                 | 1                 | 0                 | 2                 | 0                 |
| Panamá & Estados Unidos 2003       | Clasificado       | 3                 | 2                 | 1                 | 0                 | 5                 | 2                 |
| Estados Unidos & Honduras 2005     | Clasificado       | 3                 | 3                 | 0                 | 0                 | 4                 | 1                 |
| Panamá & México 2007               | Sin participación | Sin participación | Sin participación | Sin participación | Sin participación | Sin participación | Sin participación |
| Trinidad y Tobago 2009             | Primera fase      | 3                 | 1                 | 0                 | 2                 | 3                 | 3                 |
| Guatemala 2011                     | Cuartos de final  | 3                 | 1                 | 0                 | 2                 | 2                 | 7                 |
| México 2013                        | Cuartos de final  | 3                 | 1                 | 0                 | 2                 | 8                 | 7                 |
| Jamaica 2015                       | Primera fase      | 5                 | 1                 | 0                 | 4                 | 8                 | 11                |
| Costa Rica 2017                    | Primera fase      | 3                 | 1                 | 0                 | 2                 | 2                 | 6                 |
| Estados Unidos 2018                | Primera fase      | 5                 | 3                 | 0                 | 2                 | 10                | 6                 |
| Honduras 2022                      | Octavos de final  | 4                 | 1                 | 2                 | 1                 | 7                 | 4                 |
| México 2024                        | Clasificó         | Clasificó         | Clasificó         | Clasificó         | Clasificó         | Clasificó         | Clasificó         |
| Total                              | 24/29             | 106               | 51                | 20                | 35                | 197               | 119               |

### Copa Mundial de Fútbol Sub-20
| Edición                     | Resultado        | Posición     | PJ           | PG           | PE           | PP           | GF           | GC           | Dif.         |
| --------------------------- | ---------------- | ------------ | ------------ | ------------ | ------------ | ------------ | ------------ | ------------ | ------------ |
| Túnez 1977                  | No clasificó     | No clasificó | No clasificó | No clasificó | No clasificó | No clasificó | No clasificó | No clasificó | No clasificó |
| Japón 1979                  | Fase de grupos   | 13.º         | 3            | 1            | 0            | 2            | 3            | 5            | -2           |
| Australia 1981              | No clasificó     | No clasificó | No clasificó | No clasificó | No clasificó | No clasificó | No clasificó | No clasificó | No clasificó |
| México 1983                 | No clasificó     | No clasificó | No clasificó | No clasificó | No clasificó | No clasificó | No clasificó | No clasificó | No clasificó |
| Unión Soviética 1985        | Fase de grupos   | 14.º         | 3            | 0            | 1            | 2            | 0            | 7            | -7           |
| Chile 1987                  | Fase de grupos   | 12.º         | 3            | 0            | 2            | 1            | 4            | 5            | -1           |
| Arabia Saudita 1989         | No clasificó     | No clasificó | No clasificó | No clasificó | No clasificó | No clasificó | No clasificó | No clasificó | No clasificó |
| Portugal 1991               | No clasificó     | No clasificó | No clasificó | No clasificó | No clasificó | No clasificó | No clasificó | No clasificó | No clasificó |
| Australia 1993              | No clasificó     | No clasificó | No clasificó | No clasificó | No clasificó | No clasificó | No clasificó | No clasificó | No clasificó |
| Catar 1995                  | No clasificó     | No clasificó | No clasificó | No clasificó | No clasificó | No clasificó | No clasificó | No clasificó | No clasificó |
| Malasia 1997                | Octavos de final | 13°          | 4            | 1            | 1            | 2            | 3            | 5            | -2           |
| Nigeria 1999                | No clasificó     | No clasificó | No clasificó | No clasificó | No clasificó | No clasificó | No clasificó | No clasificó | No clasificó |
| Argentina 2001              | Primera fase     | 24°          | 3            | 0            | 0            | 3            | 0            | 9            | -9           |
| Emiratos Árabes Unidos 2003 | Cuartos de final | 8°           | 5            | 2            | 0            | 3            | 4            | 6            | -2           |
| Países Bajos 2005           | Primera fase     | 21°          | 3            | 0            | 1            | 2            | 2            | 7            | -5           |
| Canadá 2007                 | Fase de grupos   | 24°          | 3            | 0            | 0            | 3            | 0            | 6            | -6           |
| Egipto 2009                 | No clasificó     | No clasificó | No clasificó | No clasificó | No clasificó | No clasificó | No clasificó | No clasificó | No clasificó |
| Colombia 2011               | No clasificó     | No clasificó | No clasificó | No clasificó | No clasificó | No clasificó | No clasificó | No clasificó | No clasificó |
| Turquía 2013                | No clasificó     | No clasificó | No clasificó | No clasificó | No clasificó | No clasificó | No clasificó | No clasificó | No clasificó |
| Nueva Zelanda 2015          | No clasificó     | No clasificó | No clasificó | No clasificó | No clasificó | No clasificó | No clasificó | No clasificó | No clasificó |
| Corea del Sur 2017          | No clasificó     | No clasificó | No clasificó | No clasificó | No clasificó | No clasificó | No clasificó | No clasificó | No clasificó |
| Polonia 2019                | No clasificó     | No clasificó | No clasificó | No clasificó | No clasificó | No clasificó | No clasificó | No clasificó | No clasificó |
| Argentina 2023              | No clasificó     | No clasificó | No clasificó | No clasificó | No clasificó | No clasificó | No clasificó | No clasificó | No clasificó |
| Chile 2025                  | No clasificó     | No clasificó | No clasificó | No clasificó | No clasificó | No clasificó | No clasificó | No clasificó | No clasificó |
| Total                       | 8/22             | 38.º         | 27           | 4            | 5            | 18           | 16           | 50           | -34          |

## Palmarés
- Campeonato Sub-20 de la Concacaf (2): 1986 y 1996.
- Fútbol en los Juegos de la Francofonía (2): 1989 y 1997.